# 尼基·沃克
尼基·沃克（英語：Nikki Walker；1982年3月5日—）是一位已經退役的蘇格蘭橄欖球運動員。他是蘇格蘭國家橄欖球隊的一員。他現在是一位橄欖球教練。